# 応庵曇華
応庵曇華（おうあん どんげ）は、臨済宗虎丘派に属する宋代の禅僧である。虎丘下2世。

## 生涯
崇寧2年（1103年）、蘄州黄梅県にて生誕する。俗姓は江氏。17歳にして東禅寺にて仏門に入り、随州水南太平興国禅院の水南守遂に就く。後、圜悟克勤に参禅し、その命により虎丘紹隆の許でその法を継いだ。諸方に歴住して慶元府の天童山住持となり、大慧宗杲と共に済下の二甘露門と称された。隆興元年6月13日（1163年7月15日）寂。法臘43年。著名な法嗣に密庵咸傑がいる。語録として応庵和尚語録がある。